# Ed Corney
Ed Corney, Edward Corney (ur. 9 listopada 1933 na Hawajach, zm. 1 stycznia 2019) – amerykański kulturysta zawodowy.

## Kariera
Mając 33 lata zajął pierwsze miejsce na zawodach The Mr. Fremont Championships. Styl pozowania, który prezentował na scenie, uważany został przez wiele osób, za jeden z najlepszych w kulturystyce w ogóle. W 1975 zajął drugie miejsce na zawodach Mr. Olympia. Wystąpił w filmie Pumping Iron (1977).
W 1998 roku po raz ostatni wystartował w zawodach Master's Arnold Classic, gdzie zajął 10. miejsce. W 2004 roku umieszczono go w hali sław IFBB.

## Tytuły
- 1968
  - Mr. California – AAU, 5. miejsce
  - Mr. Northern California – AAU
- 1969
  - Mr. Western America – AAU
- 1970
  - Mr. America – AAU, 11. miejsce
  - Mr California – AAU, najbardziej muskularny, 2. miejsce
  - Mr. California – AAU, nie umieszczony
  - Iron Man
- 1971
  - Mr. America – AAU, 4. miejsce
  - Mr. America – IFBB, Short, 1. miejsce
  - Mr California – AAU, najbardziej muskularny, 1. miejsce
  - Mr. California – AAU
  - Mr. USA – IFBB, Short, 1. miejsce
  - Mr. USA – IFBB, w klasyfikacji ogólnej
  - Mr. Universe – IFBB, Medium, 3. miejsce
- 1972
  - Mr. America – IFBB, Short, 1. miejsce
  - Mr. America – IFBB
  - Mr. International – IFBB, Short, 1. miejsce
  - Universe – IFBB, Medium, 1. miejsce
  - Universe – IFBB, Overall Winner
- 1973
  - Mr. World – IFBB, Medium, 1. miejsce
- 1974
  - Mr International – IFBB, Short, 1. miejsce
  - Mr World – IFBB, Short, 1. miejsce
- 1975
  - 1975 Mr. Olympia – IFBB, LightWeight, 2. miejsce
  - Universe – Pro – IFBB, 2. miejsce
  - World Pro Championships – IFBB, LightWeight, 2. miejsce
- 1976
  - 1976 Mr. Olympia – IFBB, LightWeight, 3. miejsce
- 1977
  - 1977 Mr. Olympia – IFBB, LightWeight, 2. miejsce
  - 1977 Mr. Olympia – IFBB, w klasyfikacji ogólnej, 3. miejsce
- 1978
  - Night of Champions – IFBB, 4. miejsce
  - 1978 Mr. Olympia – IFBB, LightWeight, 4. miejsce
  - 1978 Mr. Olympia – IFBB, w klasyfikacji ogólnej, 7. miejsce
- 1979
  - Canada Pro Cup – IFBB, nie umieszczony
  - Florida Pro Invitational – IFBB, 7. miejsce
  - Grand Prix Pennsylvania – IFBB, nie umieszczony
  - Night of Champions – IFBB, 8. miejsce
  - 1979 Mr. Olympia – IFBB, LightWeight, 9. miejsce
  - Pittsburgh Pro Invitational – IFBB, 8. miejsce
  - Universe – Pro – IFBB, 5. miejsce
  - World Pro Championships – IFBB, 5. miejsce
- 1980
  - Grand Prix Miami – IFBB, 6. miejsce
  - Grand Prix Pennsylvania – IFBB, 6. miejsce
  - Night of Champions – IFBB, 4. miejsce
  - 1980 Mr. Olympia – IFBB, 11. miejsce
  - Pittsburgh Pro Invitational – IFBB, 6. miejsce
  - Universe – Pro – IFBB, nie umieszczony
  - World Pro Championships – IFBB, nie umieszczony
- 1981
  - 1981 Mr. Olympia – IFBB, 13. miejsce
- 1983
  - 1983 Mr. Olympia – IFBB, 14. miejsce
- 1989
  - Super Bowl of Bodybuilding – PBA, 4. miejsce
- 1994
  - Olympia – Masters – IFBB, Masters 60+, 1. miejsce
  - Olympia – Masters – IFBB, 10. miejsce
- 1995
  - Olympia – Masters – IFBB, Masters 60+, 1. miejsce
  - Olympia – Masters – IFBB, 11. miejsce
- 1996
  - Olympia – Masters – IFBB, 11. miejsce
- 1997
  - Olympia – Masters – IFBB, Masters 60+, 2. miejsce
- 1998
  - Arnold Classic – IFBB, Masters, 10. miejsce
- 2004
  - IFBB Hall Of Fame

## Filmografia
- 1976: Niedosyt (Stay Hungry) jako kulturysta
- 1977: Pumping Iron (Kulturyści) w roli samego siebie
- 1980: The Comeback (dokumentalny) w roli samego siebie
- 2002: Raw Iron: The Making of Pumping Iron (dokumentalny TV) w roli samego siebie
- 2008: Why We Train (dokumentalny) w roli samego siebie